# Luterbach
Luterbach is een gemeente en plaats in het Zwitserse kanton Solothurn en maakt deel uit van het district Wasseramt.
Luterbach telt 3193 inwoners.